# Nadagara juvenescens
Nadagara juvenescens là một loài bướm đêm trong họ Geometridae.